# Portalegre
För andra betydelser, se Portalegre (olika betydelser).
Portalegre (portugisiskt uttal: [puɾtɐˈlɛɣɾ(ɨ)]
 ( lyssna)) är en stad och kommun i regionen Alentejo i södra Portugal, 161 km nordöster om Lissabon.
Staden har 16 000 invånare och är huvudorten i kommunen med samma namn. 
Kommunen har 24 930 invånare (2020) och en yta på 447,00 km². 
Den ingår i distriktet Portalegre och är också en del av underregionen Alto Alentejo.

## Freguesias
Portalegre är indelad i sju freguesias (kommundelar):
- Alagoa
- Alegrete
- Fortios
- Reguengo e São Julião
- Ribeira de Nisa e Carreiras
- Sé e São Lourenço
- Urra

## Etymologi
Ortens namn kommer från sammansättningen av orden porto ("passage") och alegre ("vackert landskap").

## Bilder

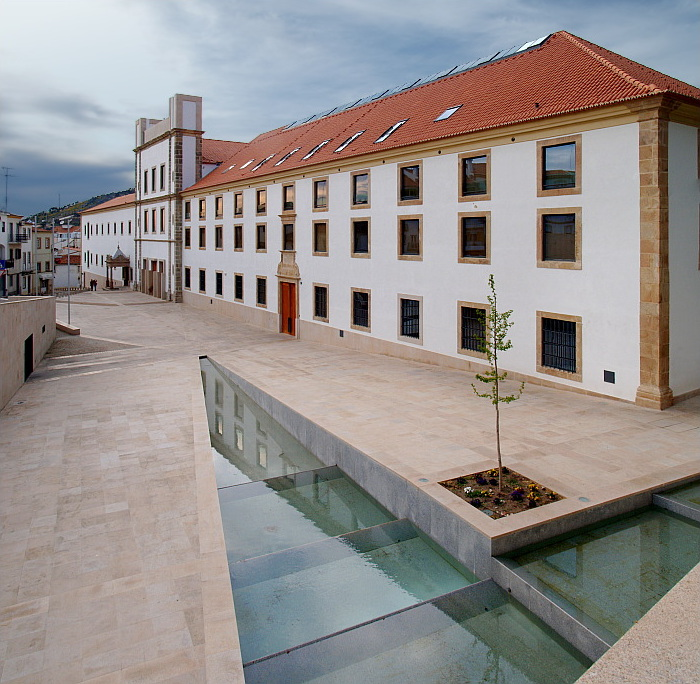
Kommunhuset
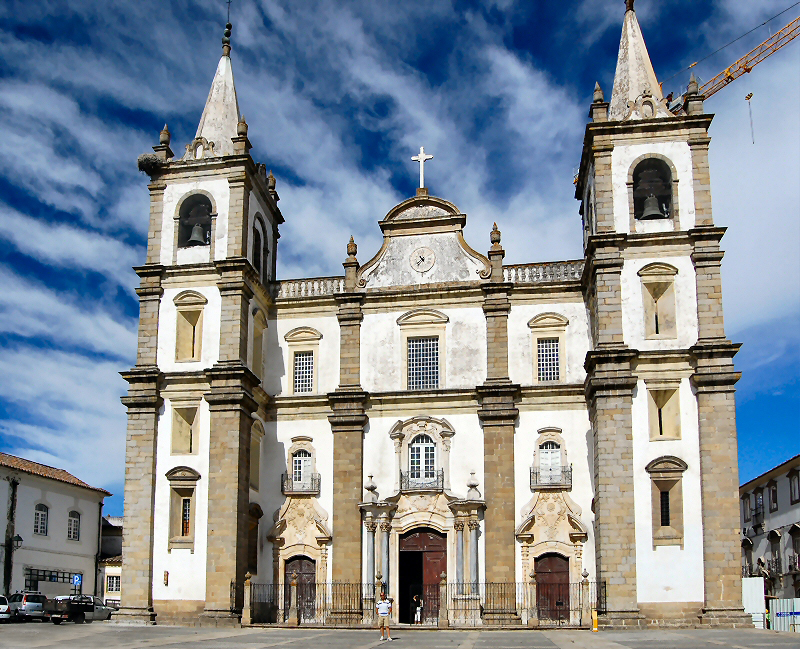
Domkyrkan
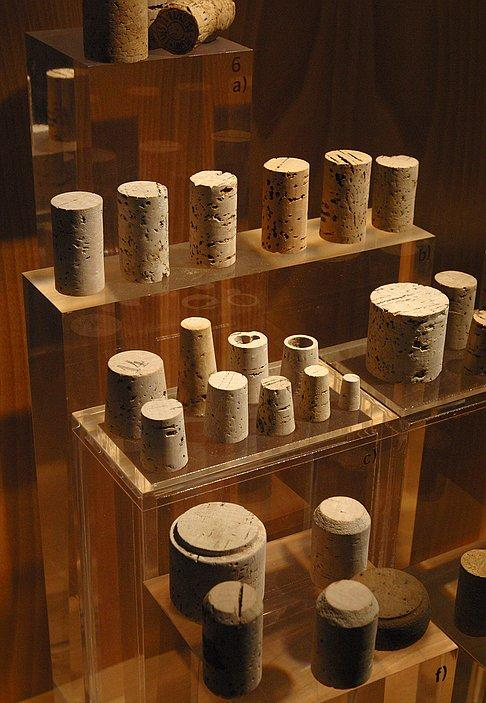
Korkmuseum
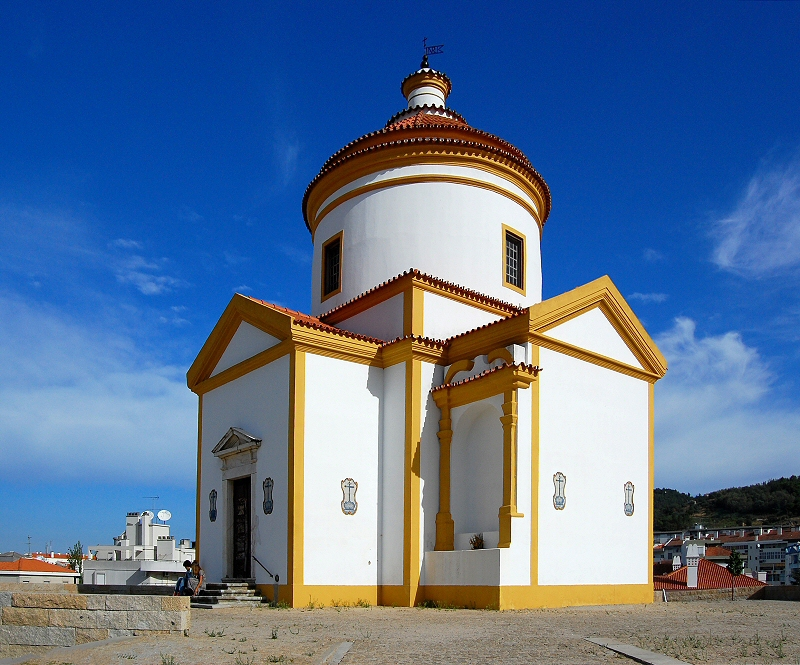
Capela do Calvário
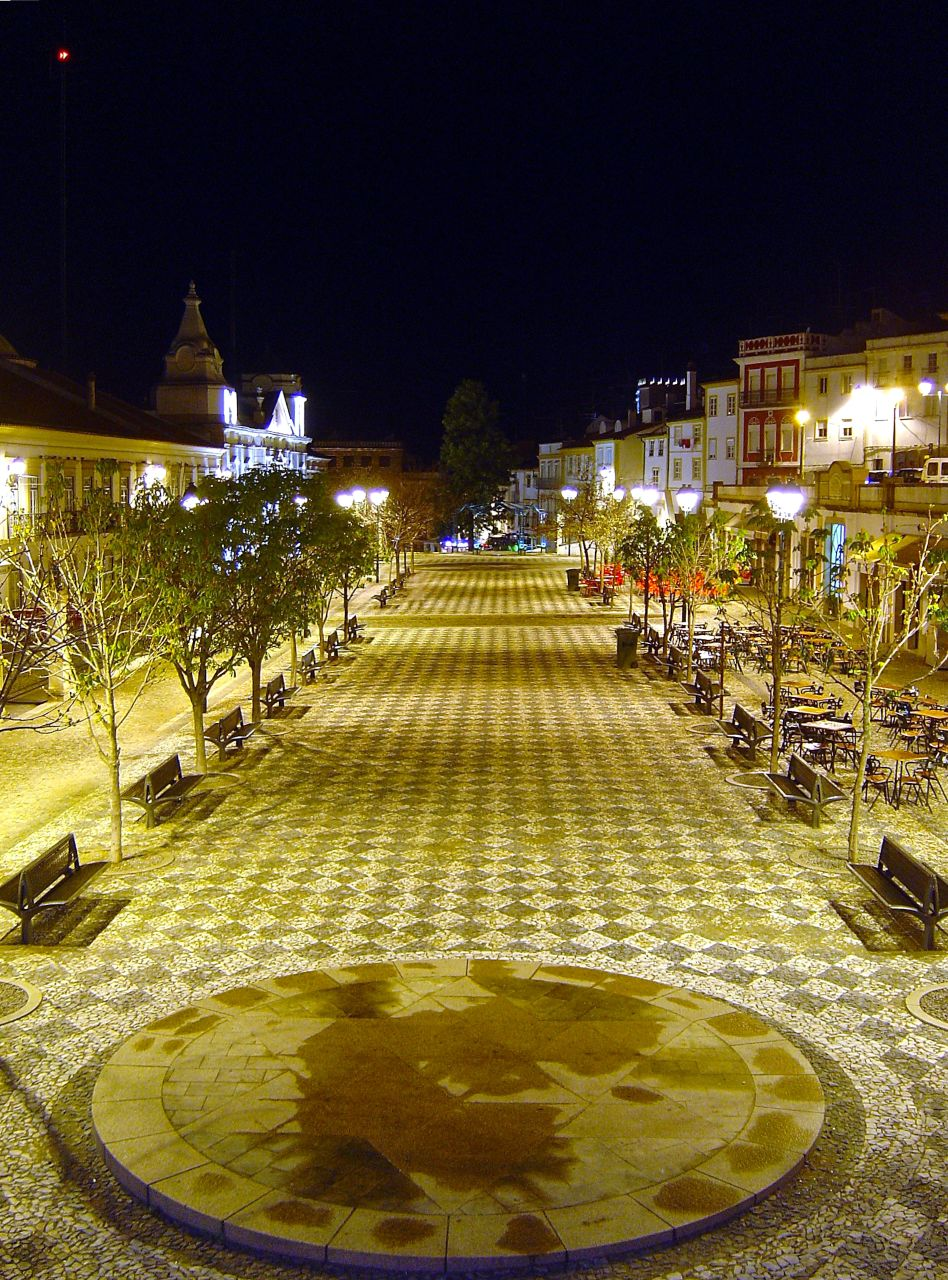
Portalegre på natten
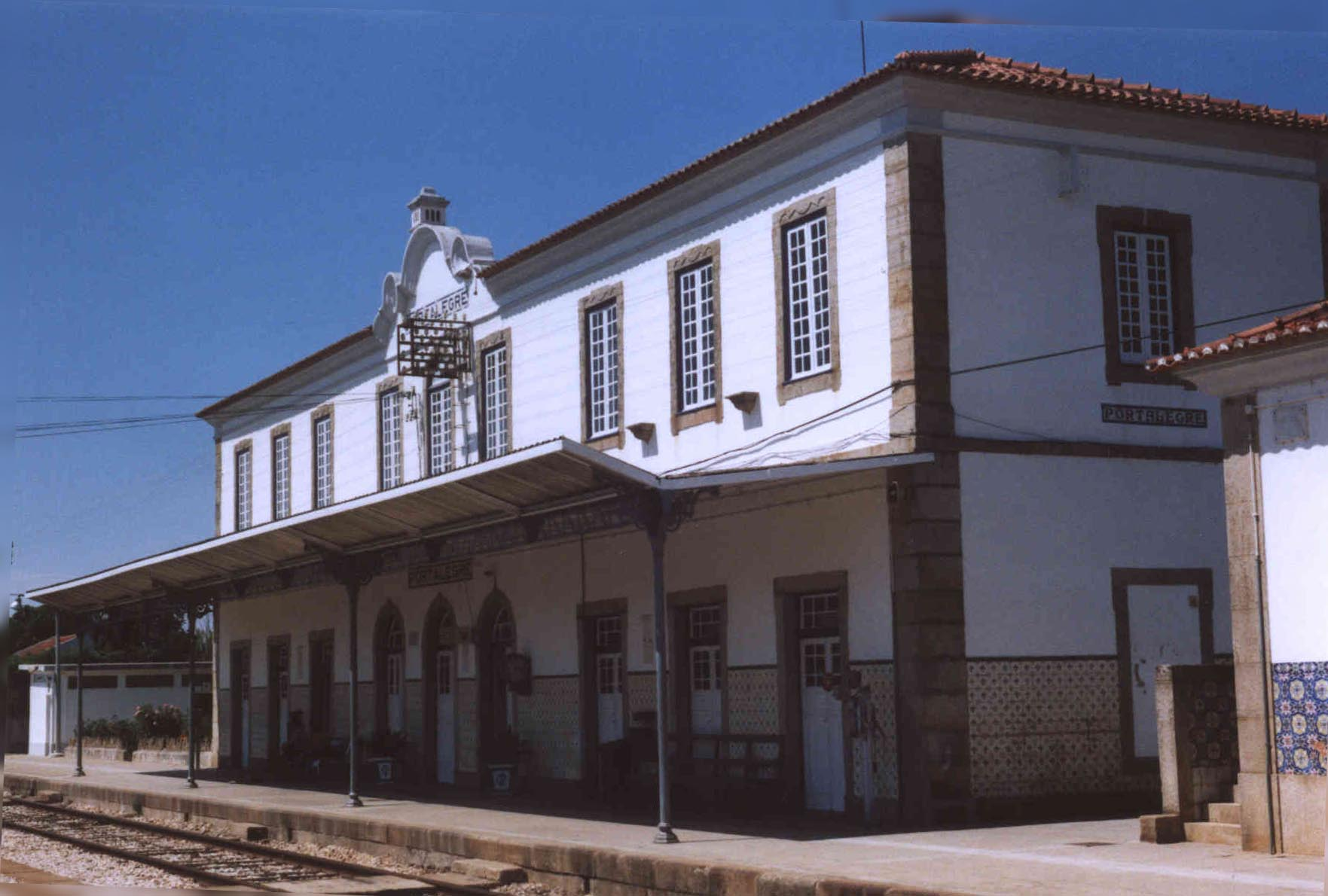
Järnvägsstationen
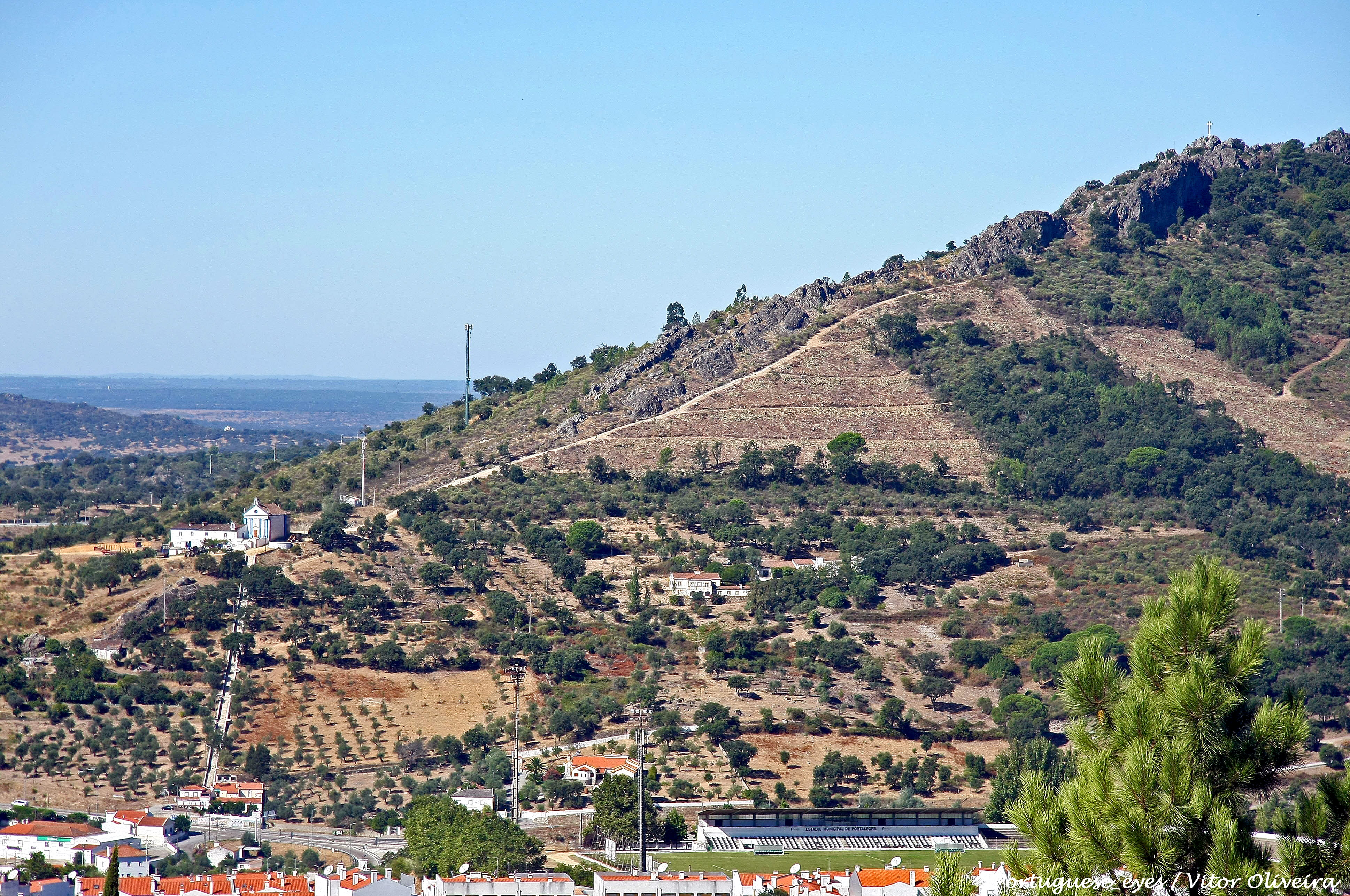
Landskapet i området
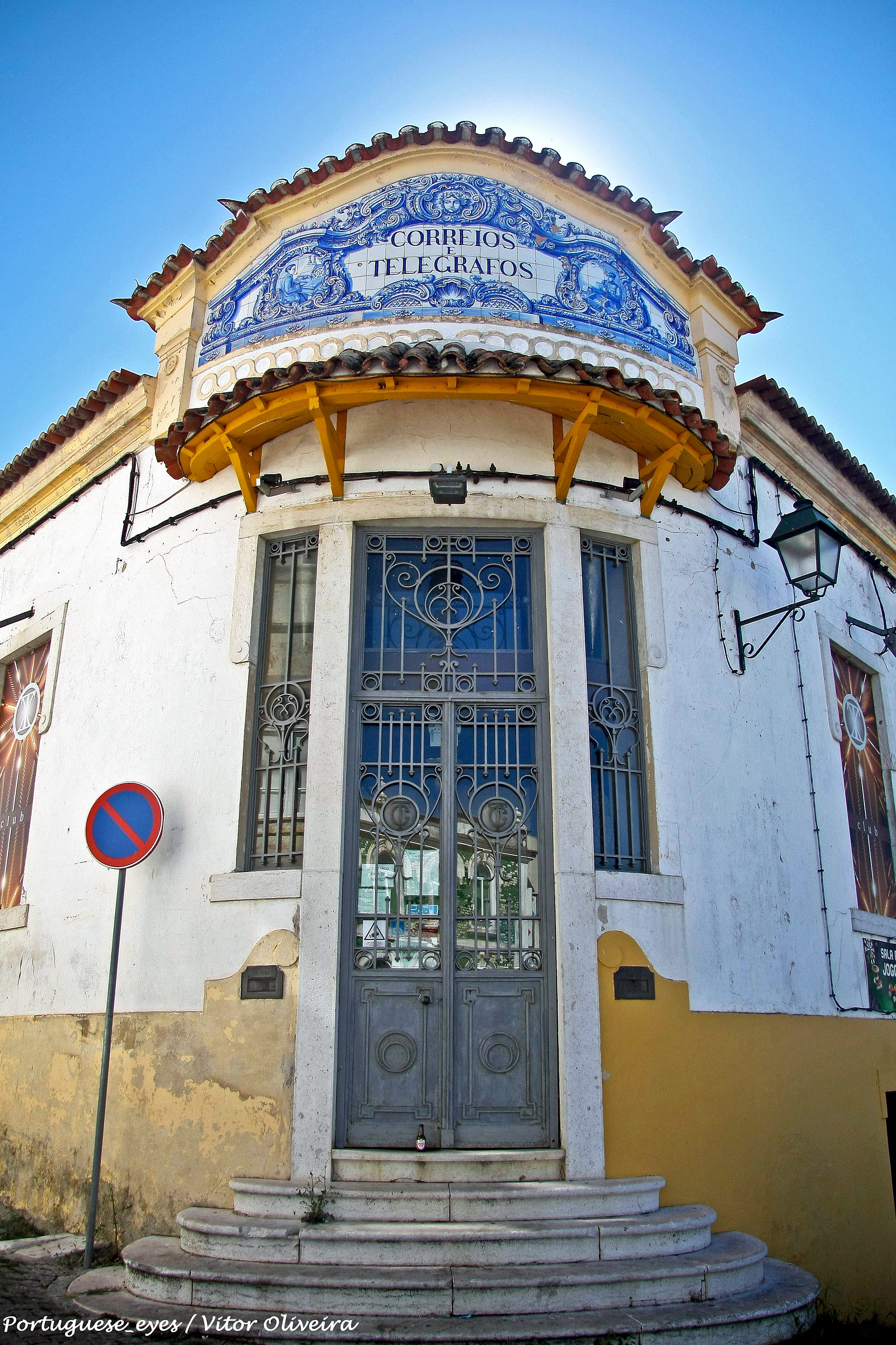
Gamla posthuset
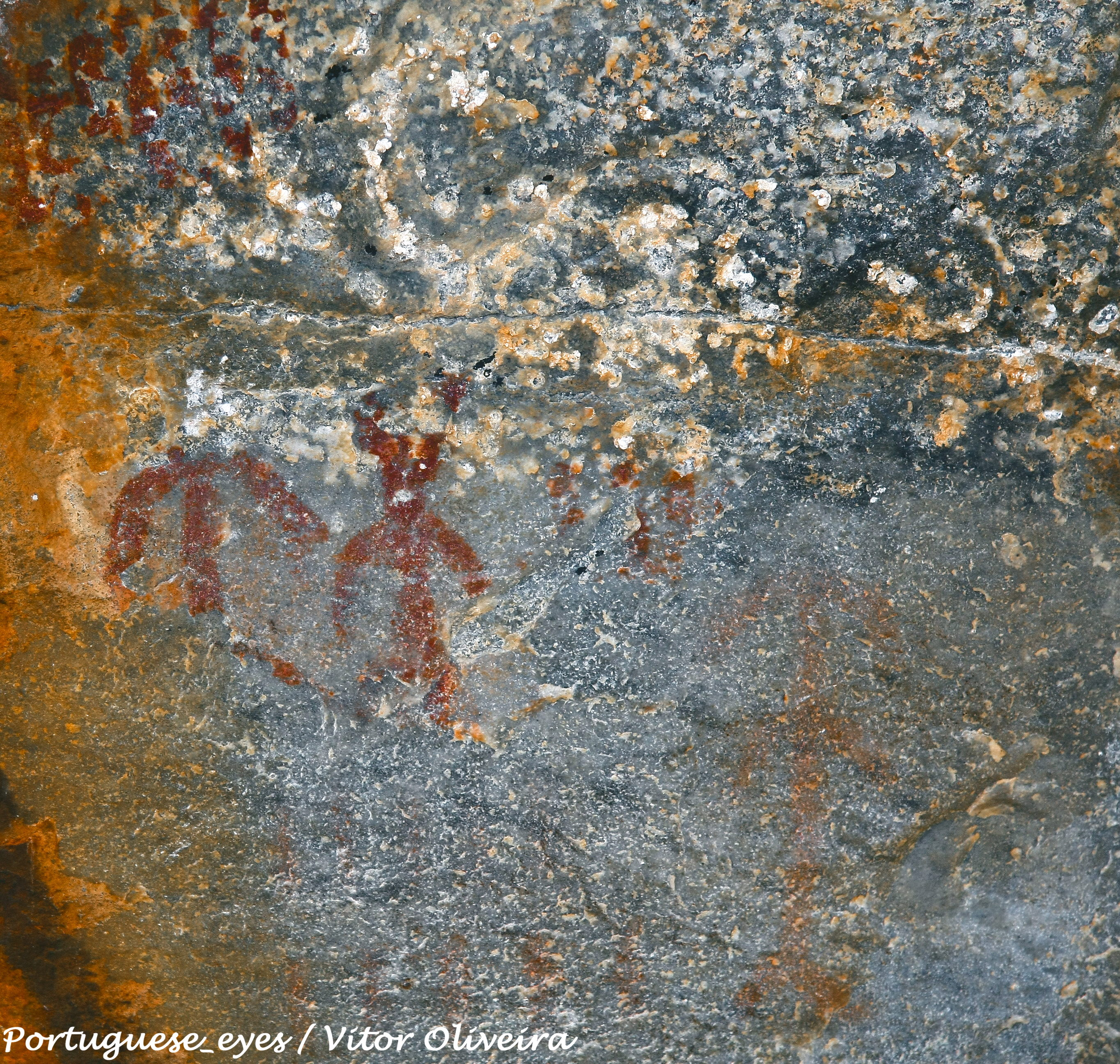
Förhistoriska målningar i Lapa dos Gaviões